# 1333
| [ Edytuj tabelę ]                          |                                                                           |
| Król Polski                                | - 1320 Władysław I Łokietek 1333 - 1333 Kazimierz III Wielki 1370         |
| Książę Wielkopolski                        | - 1331 Kazimierz III Wielki 1333                                          |
| Król Albanii                               | - 1332 Robert 1364                                                        |
| Współksiążęta Andory                       | - 1326 Arnau de Llordà 1341 - 1315 Gaston II 1343                         |
| Król Angkoru                               | - 1327 Dżajawarman IX 1336                                                |
| Król Anglii                                | - 1327 Edward III 1377                                                    |
| Król Aragonii i Walencji, hrabia Barcelony | - 1327 Alfons IV Łagodny 1336                                             |
| Władca Azteków                             | - 1325 Tenoch 1376                                                        |
| Margrabia Brandenburgii                    | - 1320 Ludwik 1351                                                        |
| Książę Burgundii                           | - 1315 Eudes IV 1349                                                      |
| Książę Dolnej Bawarii                      | - 1309 Otto IV 1334 - 1309 Henryk XIV Bawarski 1339 - 1312 Henryk XV 1333 |
| Książę Górnej Bawarii                      | - 1294 Ludwik III 1340                                                    |
| Cesarz Bizancjum                           | - 1328 Andronik III Paleolog 1341                                         |
| Car Bułgarii                               | - 1331 Iwan Aleksander 1371                                               |
| Cesarz Chin                                | - 1333 Huizong 1368                                                       |
| Król Cypru                                 | - 1324 Hugo IV 1359                                                       |
| Król Czech                                 | - 1310 Jan Luksemburski 1346                                              |
| Król Danii                                 | - 1332 interregnum 1340                                                   |
| Władca Egiptu                              | - 1310 An-Nasir Muhammad 1341                                             |
| Cesarz Etiopii                             | - 1314 Amde Tsyjon I 1344                                                 |
| Król Francji                               | - 1328 Filip VI 1350                                                      |
| Król Gruzji                                | - 1314 Jerzy V Wspaniały 1346                                             |
| Hrabia Holandii                            | - 1304 Wilhelm III 1337                                                   |
| Cesarz Japonii                             | - 1318 Go-Daigo 1339                                                      |
| Kalif                                      | - 1302 Al-Mustakfi I 1340                                                 |
| Król Kastylii i Leónu                      | - 1312 Alfons XI 1350                                                     |
| Patriarcha Konstantynopola                 | - 1323 Izajasz 1334                                                       |
| Władca Korei                               | - 1332 Ch’ungsuk 1339                                                     |
| Wielki książę litewski                     | - 1316 Giedymin 1341                                                      |
| Cesarz Majapahitu                          | - 1328 Tribhuwana Widżajatunggadewi 1350                                  |
| Sułtan Maroka                              | - 1331 Abu al-Hassan Ali I 1350                                           |
| Książę Mediolanu                           | - 1329 Luchino 1339                                                       |
| Wielki książę moskiewski                   | - 1328 Iwan I Kalita 1340                                                 |
| Król Nawarry                               | - 1328 Joanna II z Nawarry i Filip z Évreux 1342                          |
| Król Norwegii                              | - 1319 Magnus Eriksson 1355                                               |
| Hrabia Palatynatu                          | - 1327 Rudolf II Wittelsbach 1353                                         |
| Papież                                     | - 1316 Jan XXII 1334                                                      |
| Król Portugalii                            | - 1325 Alfons IV 1357                                                     |
| Książę Rusi halickiej                      | - 1323 Jerzy II 1340                                                      |
| Cesarz Rzymski (niemiecki)                 | - 1314 Ludwik IV Bawarski 1347                                            |
| Książę Saksonii                            | - 1298 Rudolf I 1356                                                      |
| Car Serbii                                 | - 1331 Stefan Urosz IV Duszan 1355                                        |
| Król Szkocji                               | - 1329 Dawid II Bruce 1371 - 1332 Edward Balliol 1338                     |
| Król Szwecji                               | - 1319 Magnus Eriksson 1363                                               |
| Sułtan Turków                              | - 1324 Orchan 1360                                                        |
| Doża Wenecji                               | - 1328 Francesco Dandolo 1339                                             |
| Król Węgier                                | - 1308 Karol Robert 1342                                                  |
| Wielki mistrz zakonu krzyżackiego          | - 1331 Luther von Braunschweig 1335                                       |

Rok 1333 / MCCCXXXIII
stulecia: XIII wiek ~
XIV wiek ~
XV wiek

lata: 1323 «
1328 «
1329 «
1330 «
1331 «
1332 «
1333
» 1334
» 1335
» 1336
» 1337
» 1338
» 1343

## Wydarzenia w Polsce
- 2 marca – w Krakowie zmarł Władysław Łokietek;
- 25 kwietnia – koronacja Kazimierza III Wielkiego i jego żony Aldony w katedrze wawelskiej w Krakowie;
- Chojnów, Drawno otrzymały prawa miejskie;
- podpisanie układu pokojowego z margrabią brandenburskim;
- Złocieniec uzyskał prawa miejskie.

## Wydarzenia na świecie
- 19 lipca – zwycięstwo Anglików w bitwie pod Halidon Hill, podczas II wojny o niepodległość Szkocji.

## Urodzili się
- 13 stycznia – Henryk II, król Kastylii i Leónu (zm. 1379)
- Blanka z Nawarry, córka Joanny II – królowej Nawarry, królowa Francji, żona króla Filipa VI (zm. 1398)

## Zmarli
- 2 marca – Władysław Łokietek, król Polski (ur. 1260 lub 1261)
- 12 maja – Imelda Lambertini, włoska dominikanka, błogosławiona kościoła katolickiego (ur. 1320-1322)
- 18 czerwca – Henryk XV Bawarski, książę Dolnej Bawarii (ur. 1312)
- 22 czerwca – Fryderyk II, margrabia Badenii (ur. ?)
- 16 października – Mikołaj V, antypapież (ur. 1275)
- data dzienna nieznana:
  - Muhammad IV, emir Grenady (ur. 1315)